# Leptogaster pilicnemis
Leptogaster pilicnemis là một loài ruồi trong họ Asilidae. Leptogaster pilicnemis được Janssens miêu tả năm 1954. Loài này phân bố ở vùng nhiệt đới châu Phi.